# فهرست دانشگاه‌های غیرمرتبط با وزارت علوم و وزارت بهداشت
این فهرست شامل دانشگاه‌ها، دانشکده‌ها و موسسات آموزش عالی وابسته به دیگر وزارتخانه‌ها یا سازمان‌های دولتی است که از طریق آزمون سراسری در مقاطع مختلف اقدام به پذیرش دانشجو می‌نمایند و در سیستم آموزشی خود از مصوبات وزارت علوم بهره می‌گیرند. مدارک تحصیلی این دانشگاه‌ها مورد تأیید وزارت علوم، تحقیقات و فناوری است.
| نام دانشگاه                             | شهر    | سال تأسیس | وابستگی                                        | نشانی وبگاه |
| دانشگاه فرهنگیان                        | تهران  | ۱۳۹۰      | (وابسته به وزارت آموزش و پرورش)                |             |
| دانشگاه تربیت دبیر شهید رجایی           | تهران  | ۱۳۵۹      | (وابسته به وزارت آموزش و پرورش)                |             |
| دانشگاه افسری امام علی                  | تهران  | ۱۳۰۰      | (وابسته به نیروی زمینی ارتش)                   |             |
| دانشگاه اطلاعات و امنیت ملی             | تهران  | ۱۳۶۵      | (وابسته به وزارت اطلاعات)                      |             |
| دانشگاه امام حسین                       | تهران  | ۱۳۶۵      | (وابسته به سپاه پاسداران)                      |             |
| دانشگاه شهید مطهری                      | تهران  | ۱۲۵۹      | (وابسته به مدرسه شهید مطهری)                   |             |
| دانشگاه صدا و سیما                      | تهران  | ۱۳۴۸      | (وابسته به سازمان صداوسیما)                    |             |
| دانشگاه سوره                            | تهران  | ۱۳۷۲      | (وابسته به حوزه هنری انقلاب اسلامی)            |             |
| دانشگاه شاهد                            | تهران  | ۱۳۶۹      | (وابسته به بنیاد شهید و امور ایثارگران)        |             |
| دانشگاه صنایع و معادن ایران             | تهران  | ۱۳۷۲      | (وابسته به وزارت صمت)                          |             |
| دانشگاه صنعت نفت                        | آبادان | ۱۳۱۸      | (وابسته به وزارت نفت)                          |             |
| دانشگاه صنعتی مالک اشتر                 | تهران  | ۱۳۶۳      | (وابسته به وزارت دفاع)                         |             |
| دانشگاه علوم انتظامی امین               | تهران  | ۱۳۲۳      | (وابسته به فرماندهی انتظامی)                   |             |
| دانشگاه علوم قضایی و خدمات اداری        | تهران  | ۱۳۶۱      | (وابسته به قوه قضاییه)                         |             |
| دانشکده روابط بین‌الملل                  | تهران  | ۱۳۶۱      | (وابسته به وزارت امور خارجه)                   |             |
| دانشگاه مذاهب اسلامی                    | تهران  | ۱۳۷۱      | (وابسته به مجمع جهانی تقریب مذاهب اسلامی)      |             |
| دانشگاه امام صادق                       | تهران  | ۱۳۶۱      | (وابسته به جامعة الامام الصادق)                |             |
| دانشگاه علوم و معارف قرآن کریم          | قم     | ۱۳۶۳      | (وابسته به سازمان اوقاف و امور خیریه)          |             |
| دانشگاه باقرالعلوم                      | قم     | ۱۳۶۳      | (وابسته به دفتر تبلیغات اسلامی)                |             |
| دانشگاه عالی دفاع ملی                   | تهران  | ۱۳۷۱      | (وابسته به ستاد کل نیروهای مسلح)               |             |
| دانشگاه فرماندهی و ستاد ارتش            | تهران  | ۱۳۱۴      | (وابسته به ارتش)                               |             |
| دانشگاه علوم و فنون دریایی امام خمینی   | نوشهر  | ۱۳۵۹      | (وابسته به نیروی دریایی ارتش)                  |             |
| مرکز آموزش تخصص‌های دریایی رشت           | رشت    | ؟         | (وابسته به نیروی دریایی ارتش)                  |             |
| دانشگاه علوم و فنون هوایی شهید ستاری    | تهران  | ۱۳۶۷      | (وابسته به نیروی هوایی ارتش)                   |             |
| دانشگاه پدافند هوایی خاتم‌الانبیاء       | تهران  | ۱۳۹۲      | (وابسته به نیروی پدافند هوایی ارتش)            |             |
| دانشگاه علوم و فنون فارابی              | تهران  | ۱۳۷۶      | (وابسته به حفاظت اطلاعات ارتش)                 |             |
| دانشگاه علوم پزشکی ارتش                 | تهران  | ۱۳۷۲      | (وابسته به ارتش)                               |             |
| دانشگاه فرماندهی و ستاد سپاه پاسداران   | تهران  | ۱۳۷۱      | (وابسته به سپاه پاسداران)                      |             |
| دانشگاه علوم و فنون زمینی امیرالمؤمنین  | اصفهان | ۱۳۸۵      | (وابسته به نیروی زمینی سپاه پاسداران)          |             |
| دانشگاه علوم و فنون دریایی امام خامنه‌ای | رشت    | ۱۳۹۲      | (وابسته نیروی دریایی سپاه پاسداران)            |             |
| دانشگاه علوم و فنون هوافضا عاشورا       | تهران  | ۱۳۸۳      | (وابسته به نیروی هوافضای سپاه پاسداران)        |             |
| دانشگاه علوم پزشکی بقیةالله             | تهران  | ۱۳۷۲      | (وابسته به سپاه پاسداران)                      |             |
| دانشگاه شهید محلاتی                     | قم     | ۱۳۶۱      | (وابسته به سپاه پاسداران)                      |             |
| دانشگاه جامع انقلاب اسلامی              | تهران  | ۱۴۰۲      | (وابسته به بسیج)                               |             |
| دانشکده علوم و فنون زرهی                | شیراز  | ۱۳۶۱      | (وابسته به نیروی زمینی سپاه پاسداران)          |             |
| دانشکده صنعت هواپیمایی کشوری            | تهران  | ۱۳۱۷      | (وابسته به سازمان هواپیمایی کشوری)             |             |
| مؤسسه عالی بانکداری ایران               | تهران  | ۱۳۴۲      | (وابسته به بانک مرکزی)                         |             |
| پژوهشگاه فضایی ایران                    | تهران  | ۱۳۹۰      | (وابسته به وزارت ارتباطات و فناوری اطلاعات)    |             |
| دانشگاه محیط زیست                       | کرج    | ۱۳۵۱      | (وابسته به سازمان حفاظت محیط زیست)             |             |
| پژوهشکده محیط زیست و توسعه پایدار       | کرج    | ۱۳۹۳      | (وابسته به سازمان حفاظت محیط زیست)             |             |
| دانشکده آمار و انفورماتیک               | تهران  | ۱۳۹۰      | (وابسته به سازمان سنجش)                        |             |
| دانشکده علمی کاربردی پست و مخابرات      | تهران  | ۱۳۷۲      | (وابسته به پژوهشگاه ارتباطات و فناوری اطلاعات) |             |